# Linearita derivace
V diferenciálním počtu se derivace libovolné lineární kombinace funkcí rovná stejné lineární kombinaci derivací funkcí; Tato vlastnost je známa jako linearita derivace, pravidlo linearity nebo princip superpozice pro derivaci. Linearita je stěžejní vlastností derivace, která zahrnuje dvě jednodušší pravidla pro derivaci, součtové pravidlo pro derivaci (derivace součtu dvou funkcí se rovná součtu derivací) a derivace násobku funkce (derivace konstantního násobku funkce se rovná násobku derivace stejnou konstantou). Můžeme tedy říct, že derivování je lineární zobrazení, z čehož vyplývá, že i diferenciální operátor je lineární zobrazení.

## Tvrzení a odvození
Nechť f a g jsou funkce, a α a β konstanty. Nyní uvažujme:
{\displaystyle {\frac {\mbox{d}}{{\mbox{d}}x}}(\alpha \cdot f(x)+\beta \cdot g(x))}
Pomocí součtového pravidla pro derivaci dostáváme:
{\displaystyle {\frac {\mbox{d}}{{\mbox{d}}x}}(\alpha \cdot f(x))+{\frac {\mbox{d}}{{\mbox{d}}x}}(\beta \cdot g(x))}
Použitím pravidla pro derivaci násobku funkce dostaneme:
{\displaystyle \alpha \cdot f'(x)+\beta \cdot g'(x)}
odtud
{\displaystyle {\frac {\mbox{d}}{{\mbox{d}}x}}(\alpha \cdot f(x)+\beta \cdot g(x))=\alpha \cdot f'(x)+\beta \cdot g'(x)}
Vynecháním závorek a použitím alternativní notace pro zápis derivace dostáváme tvar:
{\displaystyle (\alpha \cdot f+\beta \cdot g)'=\alpha \cdot f'+\beta \cdot g'}